# معرض المعارك

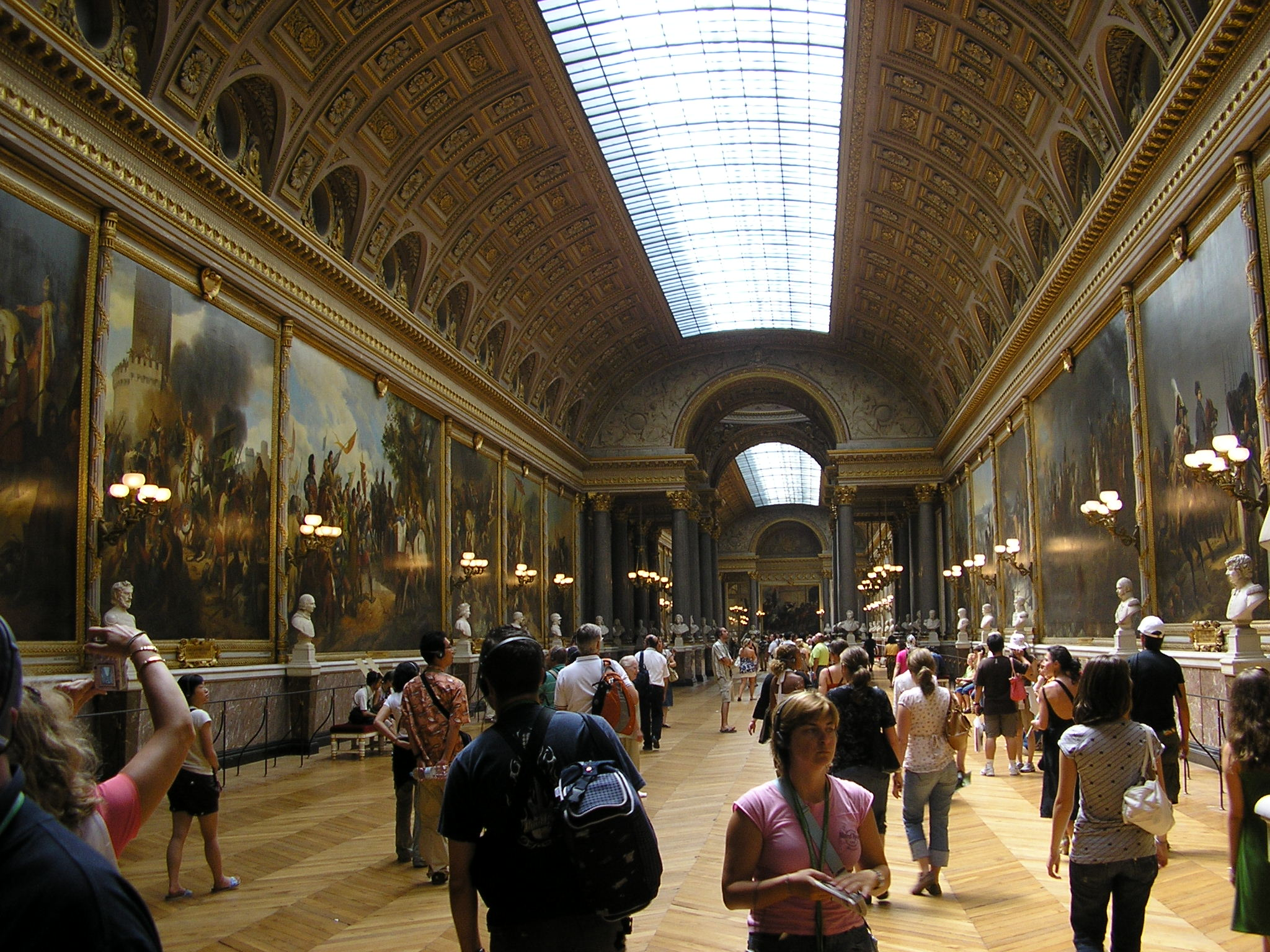
منظر لمعرض المعارك

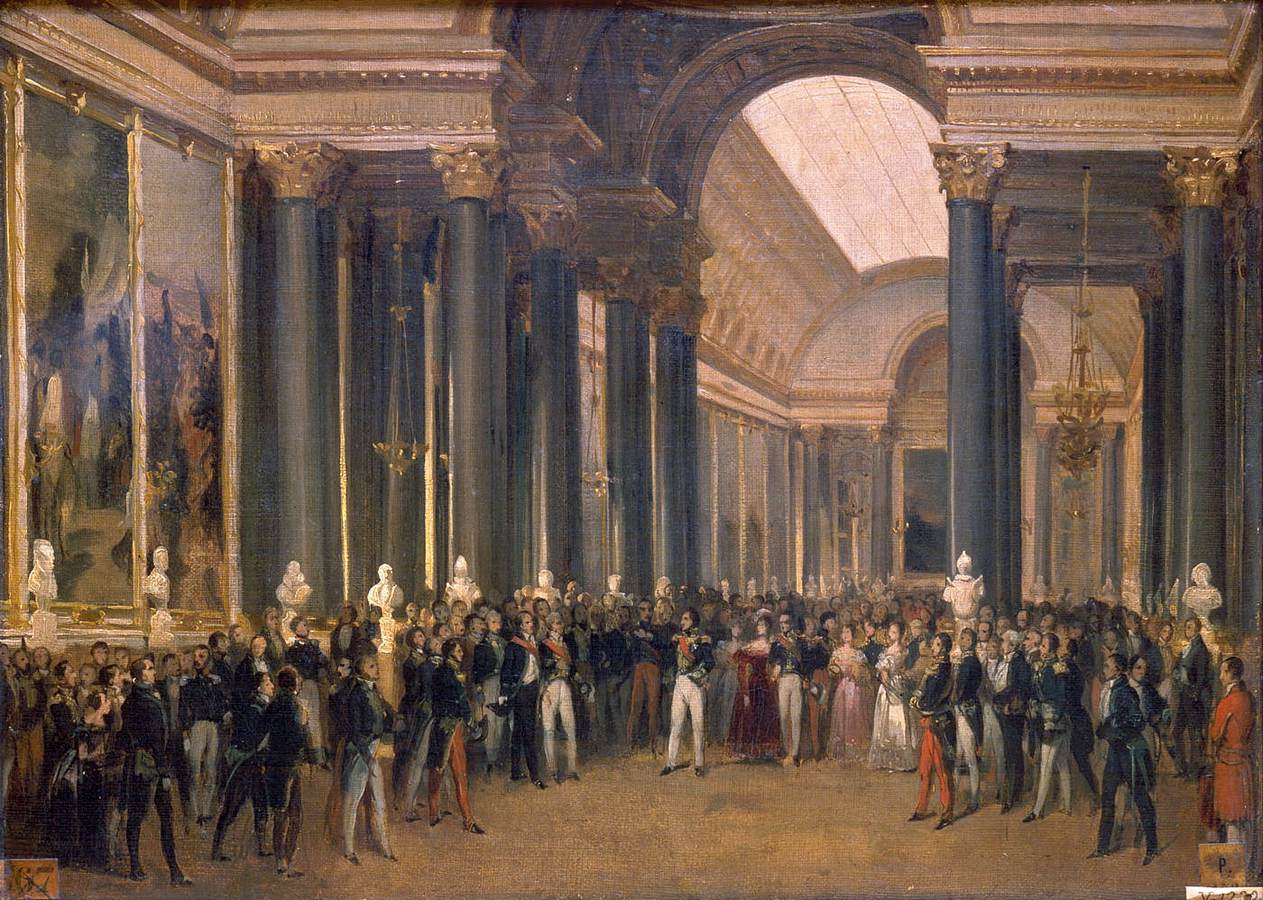
لوحة للويس فيليب خلال افتتاح معرض المعارك (10 يونيو 1837)، رسمها فرانسوا جوزيف هايم

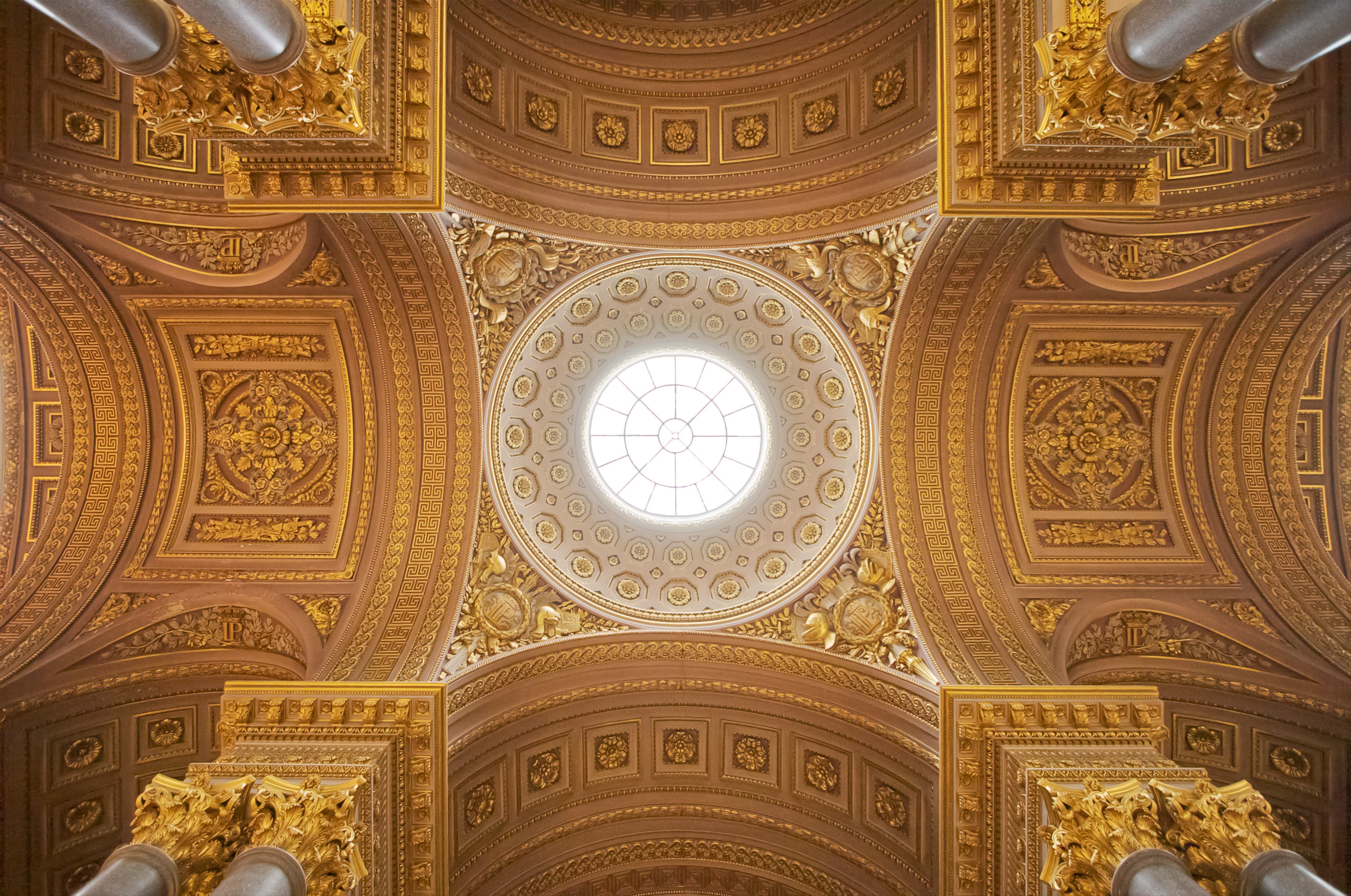
الجزء المركزي من سقف معرض المعارك

معرض المعارك (بالفرنسية: The Galerie des Batailles)‏ (
نطق فرنسي: [galʁi de bataj]
)، هو معرض في الطابق الأول من «جناح منتصف النهار» (بالفرنسية: Aile du Midi)‏ في قصر فرساي، ويتصل «بدار الملكة» الكبير والصغير (بالفرنسية:  Grand et petit Appartement de la Reine)‏. طول القاعة 120 م (390 قدم) وعرضها 13 م (43 قدم)، والمعرض جزء من المعرض الكبير لمتحف اللوفر ويهدف إلى تمجيد التاريخ العسكري الفرنسي من معركة تولبياك (بالفرنسية: Bataille de Tolbiac)‏ المؤرخة عادةً بعام 496م إلى معركة واغرام (بالفرنسية: Bataille de Wagram)‏ في 5-6 يوليو 1809م.

## التاريخ
كان المعرض مكوِّنًا رئيسيًا في متحف تاريخ فرنسا (بالفرنسية: Musée de lHistoire de France)‏ الذي أنشأه لويس فيليب الأول، وقد حلّ المعرض محل الشقق التي كان يسكنها سابقاً في القرنين السابع عشر والثامن عشر كل من:
- شقق لويس الرابع عشر فيليب الأول، دوق أورليان وزوجته الثانية إليزابيث شارلوت من منطقة بالاتينات
- فيليب الثاني، دوق أورليان (الوصي على العرش أثناء أقلية لويس الخامس عشر) وزوجته
- ابن الوصي لويس أورليان، دوق أورليان
- الأميرة ماري جوزيف من ساكسونيا زوجة الدوفين.
- شارل العاشر ملك فرنسا
- إليزابيث فيليب الفرنسية.

ابتكر المهندسان المعماريان بيير فرانسوا ليونارد فونتين، وفريديريك نيبفيو مخططًا زخرفيًا مهيبًا له، مع إفريز عريض يدعم سقفًا مرسومًا مجعدًا به أسطح داخلية تدعمها أعمدة كورنثية على طول المعرض. 13 لوحًا برونزيًا على الحائط مكتوب عليها أسماء الأمراء والأدميرالات والجنود والمارشالات والمحاربين الذين قتلوا أو جرحوا أثناء القتال من أجل فرنسا. هناك أيضًا تماثيل نصفية موضوعة على دعامات مقابل الأعمدة وبين اللوحات. ومع ذلك، تم تصور المحتويات الرئيسية للغرف على أنها اللوحات الضخمة التي تُظهر الأحداث العسكرية الكبرى في التاريخ الفرنسي، بعضها موجود بالفعل ولكن تم تكليفه في الغالب خصيصًا لجاليري. في حين أن عددًا منهم كان ذا جودة مشكوك فيها، تم هنا عرض بعض الروائع، مثل معركة تايبورغ (بالفرنسية: Battle of Taillebourg)‏ بواسطة ديلاكروا.

## قائمة التماثيل واللوحات

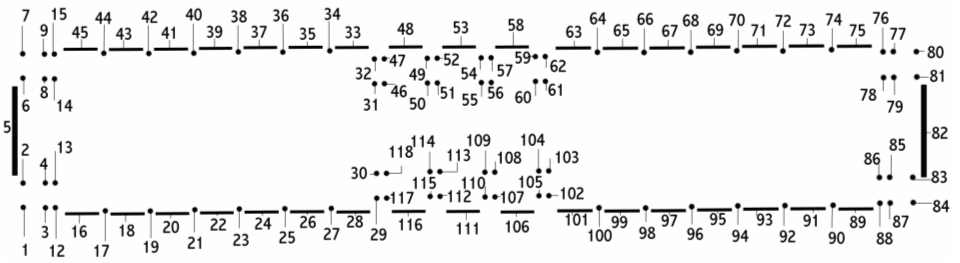
مخطط الطابق في معرض المعارك

## التلف
في عام 1978، تسبب القوميون البريتونيون من جيش بريتون الثوري في إلحاق أضرار جسيمة بغاليري، بزرع قنبلة. بعد أن فشلوا في زرع واحدة في قاعة المرايا، انتقلوا إلى معرض المعارك، مستهدفين نابليون كرمز للاستعمار الفرنسي.